# Wola Trębska
Wola Trębska [pronunciación en polaco: /ˈvɔla ˈtrɛmpska/] es una aldea ubicada en el distrito administrativo de Gmina Szczawin Kościelny, dentro del condado de Gostynin, Voivodato de Mazovia, en el centro-este de Polonia. Se encuentra a unos 8 kilómetros al suroeste de Szczawin Kościelny, a 10 kilómetros al sur de Gostynin, y a 102 kilómetros al oeste de Varsovia.